# Aérodrome de Luçon-Chasnais
L'aérodrome de Luçon-Chasnais (code OACI : LF8523) est un aérodrome d'association loi de 1901 créé en 1972, situé à Chasnais et à 4 km de Luçon dans la Vendée (région Pays de la Loire, France).
Il est utilisé pour la pratique d’activités de loisirs et de tourisme (aviation légère).

## Installations
L’aérodrome dispose de deux pistes orientées est-ouest (08/26) :
- une piste bitumée longue de 760 mètres et large de 11 ;
- une piste en herbe longue de 685 mètres et large de 10.

Les communications s’effectuent en auto-information sur la fréquence de 123,5 MHz.
S’y ajoutent :
- un village ;
- une aire de stationnement ;
- une salle de cours et de préparation des vols ;
- un hangar.

## Activités
- Aéroclub de la Vendée